# 萩尾薬品
萩尾薬品株式会社（はぎおやくひん）は、医薬品、一般用医薬品の卸売を中心とする日本の企業であった。現在は吸収合併によりスズケングループの株式会社サンキとなっている。医薬品の卸売手。

## 概要
- 本社：岡山県津山市二階町48
- 代表取締役社長　萩尾千秋

## 沿革
- 1910年（明治43年） - 創業
- 1949年（昭和24年）11月 - 岡山県津山市に萩尾薬局（萩尾薬品株式会社）の基礎を興す。
- 1955年（昭和30年）11月 - 鳥取県鳥取市吉方787に「萩尾薬品株式会社・鳥取営業所」設立
- 1959年（昭和34年）8月 - 「鈴江直三郎（鈴江日進堂）」「萩尾千秋（萩尾薬品）」からの提案で徳島県徳島市において中国・四国の田辺製薬系重点特約店18社により「よしこの会」が結成される
- 1959年（昭和34年）11月18日 - 資本金500万で「萩尾薬品株式会社・鳥取営業所」を「日本海薬品株式会社」に商号変更し創業
- 1971年（昭和46年）6月 - 営業権を良互薬品に譲渡